# AN/TPQ-36

Logo des AN/TPQ-36-Firefinder-Radar-Programms

Das AN/TPQ-36 ist ein Artillerieaufklärungsradar, welches in den siebziger Jahren entwickelt wurde, um das AN/MPQ-4 sowie ältere Artillerieaufklärungsradargeräte zu ersetzen. Bei der Aufklärung wird es durch das AN/TPQ-37 unterstützt. Mit unterschiedlicher Software kann der Sichtgeräte-Shelter hardwaremäßig für beide Radargeräte eingesetzt werden.
Die Ortung von gegnerischen Geschossen geschieht beim AN/TPQ-36 vollautomatisch. Das System tastet elektronisch den Horizont in einer Breite von 90° mehrmals pro Sekunde ab, erfasst dabei automatisch Geschosse und Raketen und begleitet diese bis zur rechnerischen Ermittlung des Standortes der gegnerischen Artillerie. Die Koordinaten und die Höhe der gegnerischen Artilleriestellung werden dem Bediener angezeigt. Die automatische Positionsbestimmung geschieht so schnell, dass die Daten bereits vorliegen, bevor das Geschoss einschlägt.
Zusätzlich zu dieser Fähigkeit sind noch weitere Modifikationen möglich. Die normale Sektorbreite von 90° kann bis zu einem Vollkreis von 360° erweitert werden. Das Radar kann auch zur Feuerkorrektur für die eigene Artillerie eingesetzt werden, indem die Flugbahnen eigener Geschosse extrapoliert werden.

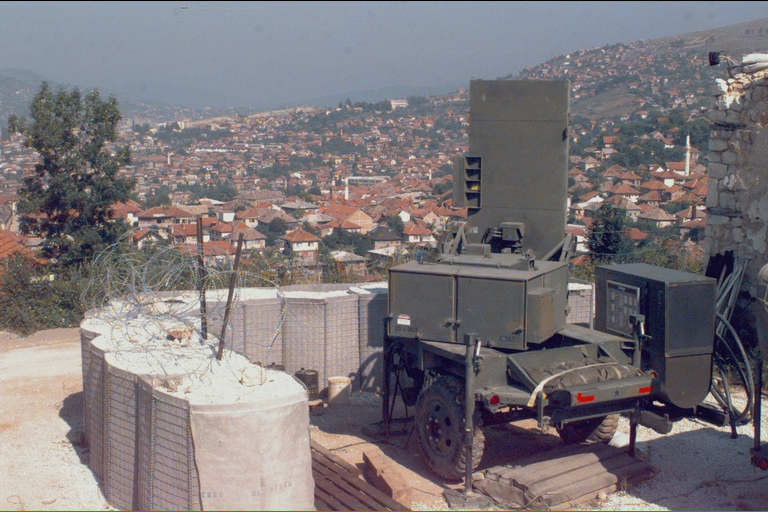
AN/TPQ-36
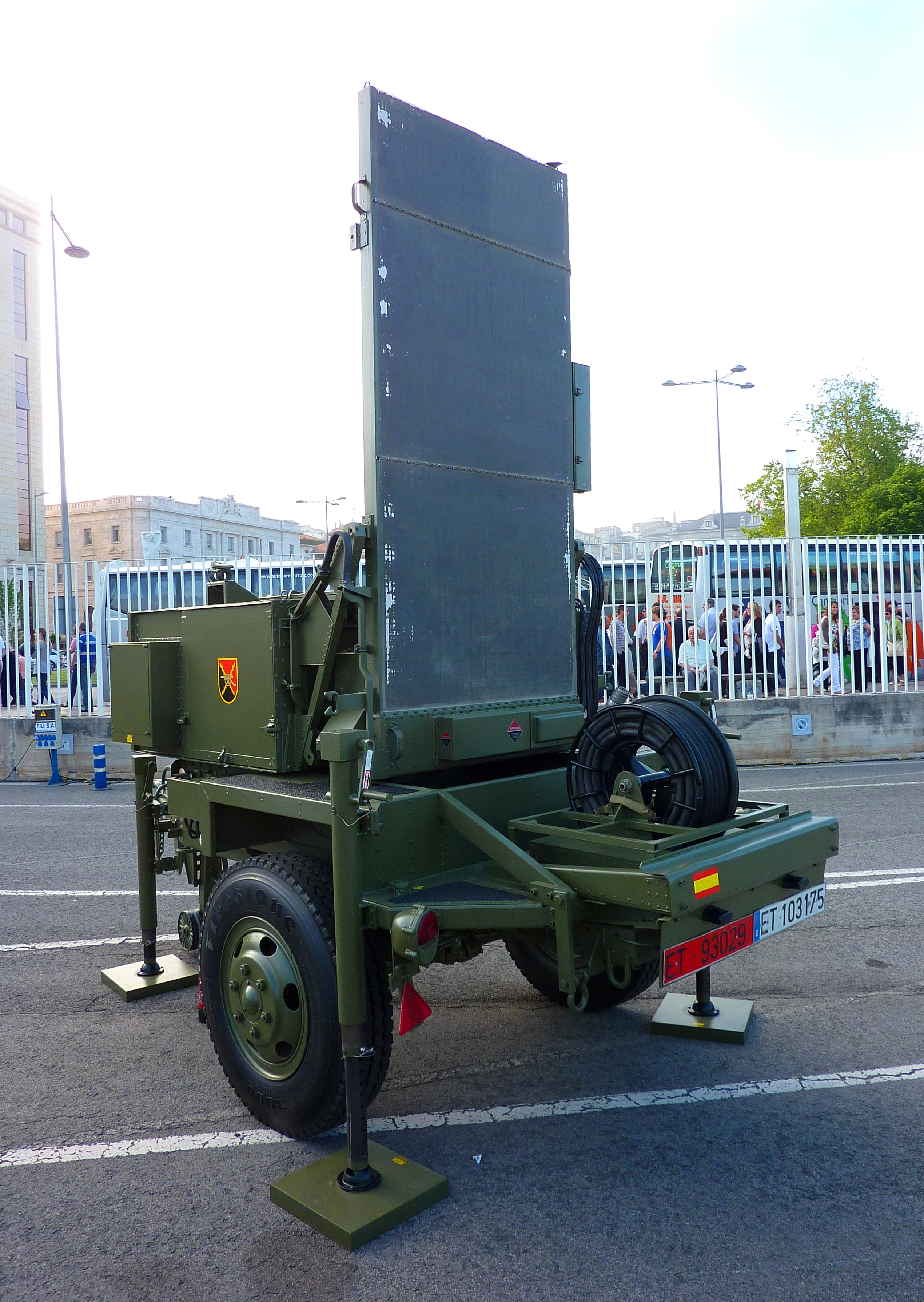
AN/TPQ-36 im Einsatz des Spanischen Heeres
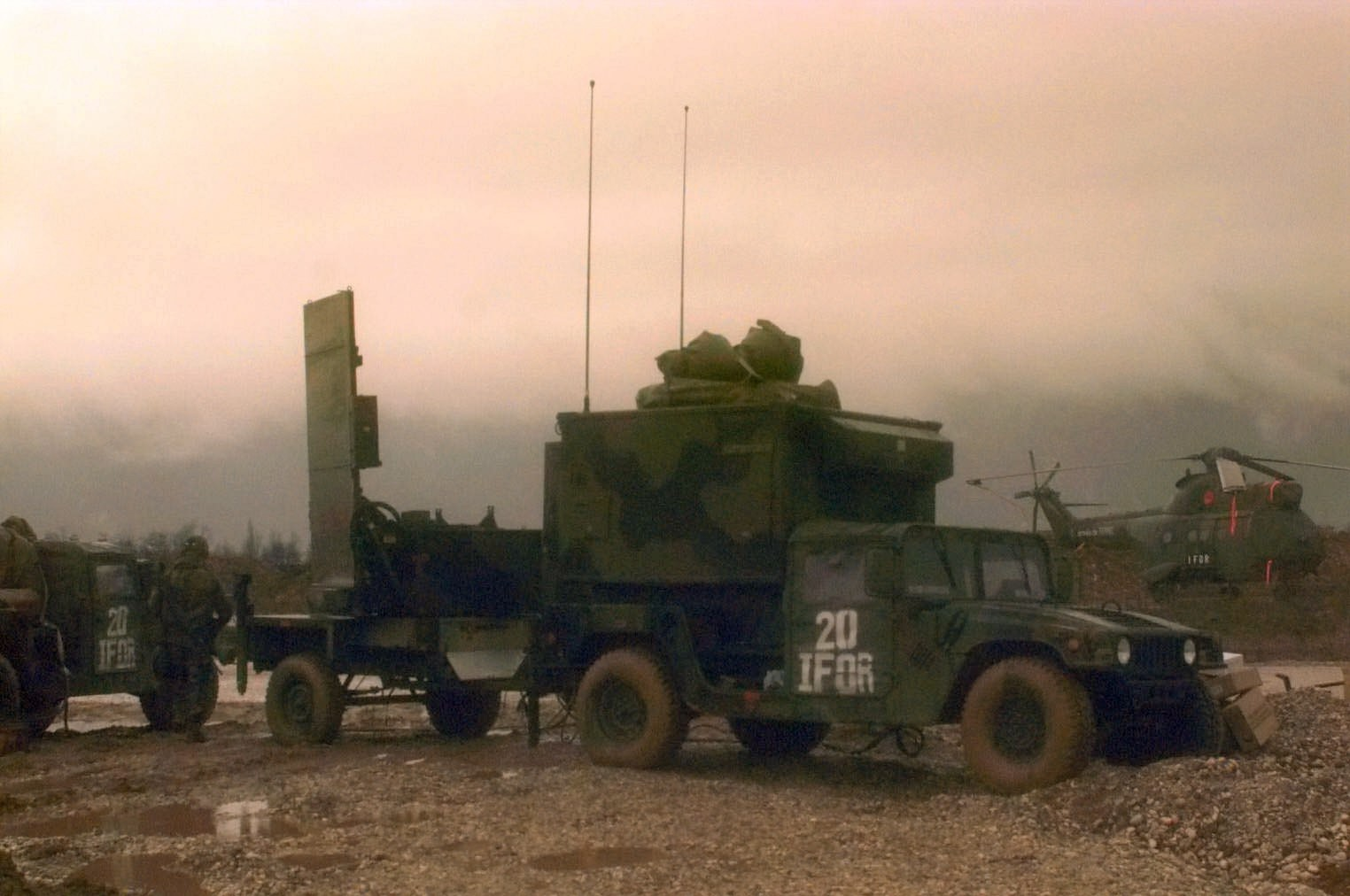
US-amerikanisches AN/TPQ-36 der NATO Implementation Force (IFOR) bei Sarajewo 1995
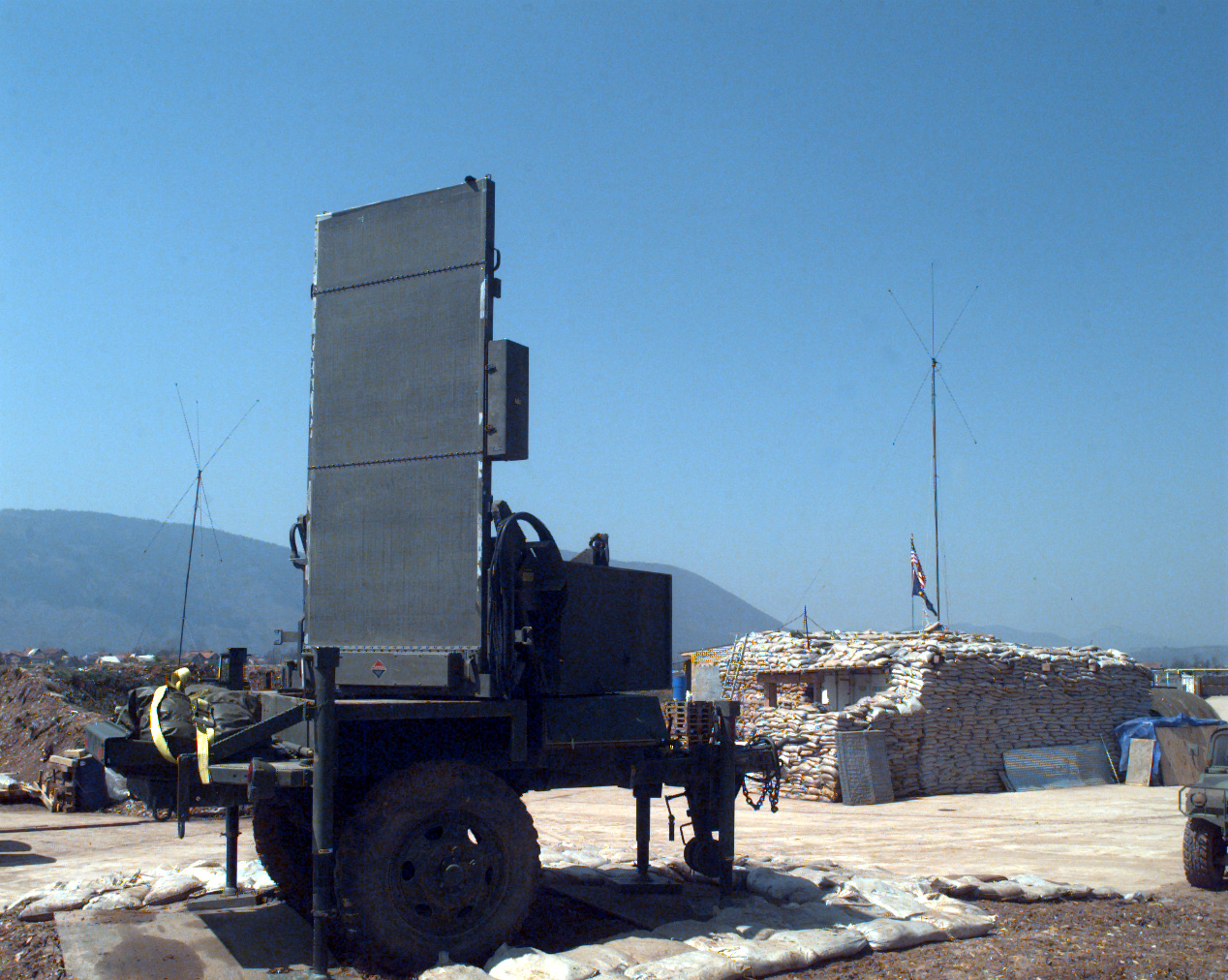
US-amerikanisches AN/TPQ-36 am Flughafen von Sarajewo 1996
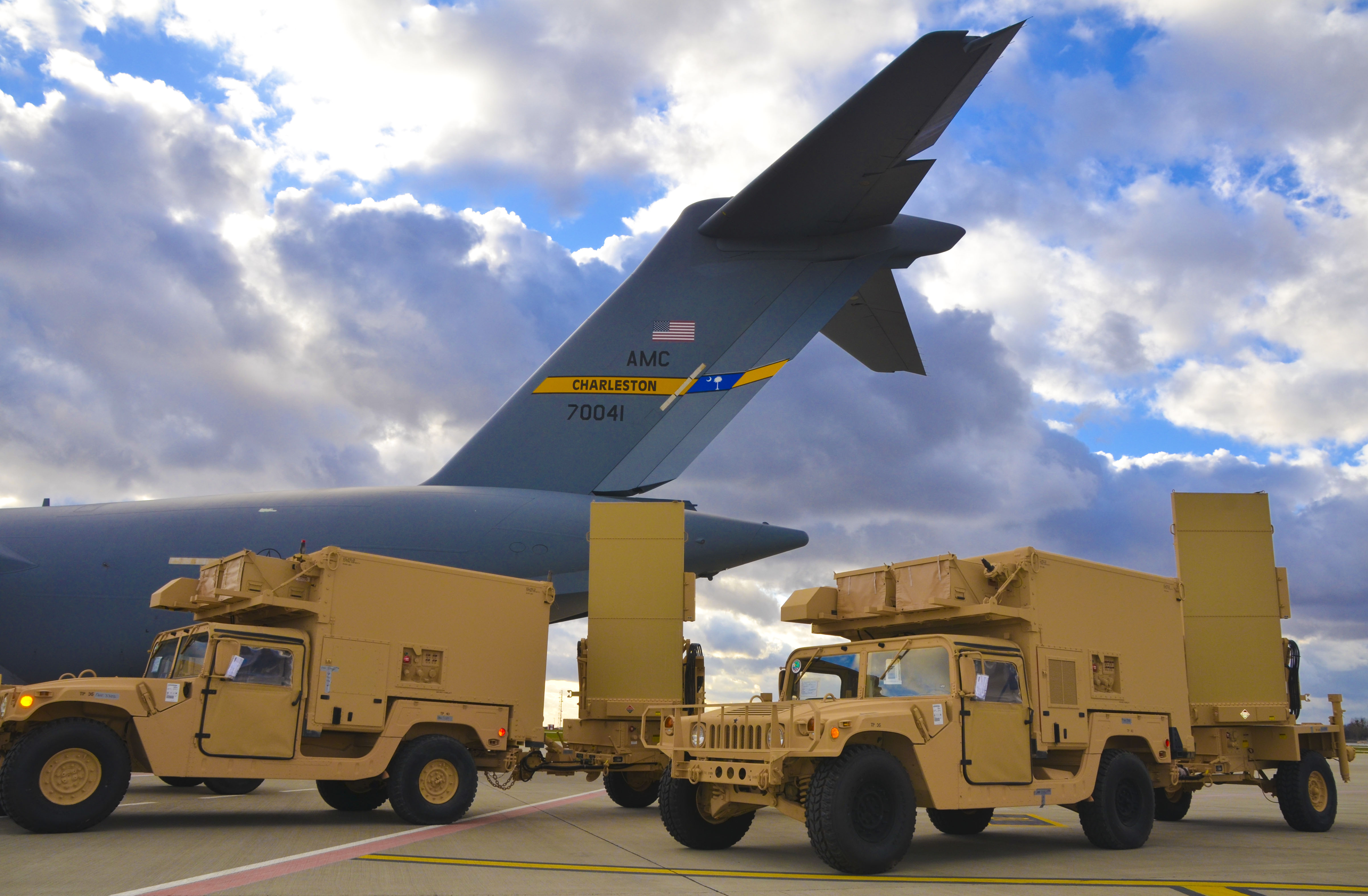
Zwei AN/TPQ-36, die von den USA an die Ukraine im Jahr 2015 geliefert wurden.

| Technische Daten AN/TPQ-36 | Technische Daten AN/TPQ-36 |
| -------------------------- | -------------------------- |
| Frequenzbereich            | I-Band                     |
| Pulswiederholzeit          |                            |
| Pulswiederholfrequenz      |                            |
| Sendezeit (PW)             |                            |
| Empfangszeit               |                            |
| Totzeit                    |                            |
| Pulsleistung               | 23 kW                      |
| Durchschnittsleistung      |                            |
| angezeigte Entfernung      | 24 km                      |
| Entfernungsauflösung       |                            |
| Öffnungswinkel             |                            |
| Trefferzahl                |                            |
| Antennenumlaufzeit         |                            |